# Verd e Blu
Verd e Blu és un grup de música occitana per dansar, creat el 1987 per Joan Francés Tisnèr, Joan Baudoin i Marie-Claude Hourdebaigt.
Verd e Blu treballen amb el desig de lligar tradició i modernitat, recerca sonora i interpretació. Músics occitans confirmats formen part del conjunt, són de referència. El crític Alain Bormann diu que són "l'une des plus belles dynamiques de l'hexagone, voyage chez les Compay Segundo de la musique de Gascogne" ("una de les dinàmiques més belles de l'hexàgon, un viatge amb els Compay Segundo de la música de la Gascunya").
Verd e Blu ha participat a diversos festivals d'Occitània, com ara al Hestiv'Òc de Pau, al Trad'Estiu de Foix, al festival de Chomeirac, a la festa seuvetona de La Seuva i han passat pel Seixal de Lisboa, als Rencontres d'Ars, al Tradicionàrius a Catalunya i al festival Pir' d'Ansó (Aragon), e DansÀneu entre molts altres.

## Discografia
Verd e Blu han editat sis discs:
- Jòcs de Dança (2010)[5]
- Baladas e danças (2005)
- Musicas a dançar: dus (2001)
- Ompra o só? (1996)
- Musicas a dançar (1993)
- Musicas de Gasconha (1991)